# 273994 Cinqueterre
273994 Cinqueterre è un asteroide della fascia principale. Scoperto nel 2007, presenta un'orbita caratterizzata da un semiasse maggiore pari a 3,0643632 UA e da un'eccentricità di 0,0924872, inclinata di 18,06471° rispetto all'eclittica.